# Elektrodermale Aktivität

Ableitung der elektrodermalen Aktivität für 60 Sekunden

Die elektrodermale Aktivität (EDA; veraltet: (psycho)galvanische Hautreaktion; englisch Galvanic skin response, GSR, Skin Conductance Response, SCR, oder Electrodermal response, EDR) ist ein kurzzeitiges Absinken des elektrischen Leitungswiderstandes der Haut, bewirkt durch die typische Erhöhung des Sympathikotonus bei emotional-affektiven Reaktionen. Dabei kommt es zu einer erhöhten Schweißsekretion, entsprechend zu einer Zunahme der Hautleitfähigkeit.
Mit Hilfe von Messungen der elektrodermalen Aktivität lassen sich psychophysiologische Zusammenhänge objektivieren, da jede physiologische Erregung, wie sie mit Emotionen oder Stress einhergeht, die Hautleitfähigkeit verändert.
Maßeinheit der Hautleitfähigkeit ist im Internationalen Einheitensystem das Siemens.

## Anwendungsbeispiele
Aus mehreren Gründen sind Selbstauskünfte von Menschen notorisch falsch oder verzerrt. Oft sind sie sich ihrer Einstellungen, Affekte und Emotionen nicht bewusst (zum Beispiel bei  unterschwelligen Reizen), oder wollen sie nicht wahrhaben (weil sie ihrem idealen Selbst widersprechen), oder wollen sich in einem guten Licht darstellen (siehe Soziale Erwünschtheit). Die Messung der Hautleitfähigkeit gehört zurzeit zu den genauesten Methoden, um menschliche Reaktionen objektiv zu messen.
- Sie kann bewusste Verfälschungen der Wahrheit aufdecken und ist Teil des sogenannten Lügendetektors und – scheinbar – der Bogus pipeline, ein Gerät, von dem die Probanden glauben, es könne jede unwahre Aussage erkennen, sodass es sinnlos wäre, zu lügen.
- Auch unbewusste Verfälschungen werden offensichtlich, zum Beispiel haben viele Menschen Vorurteile, ohne es zu wissen.
- Die Wirkung von Pheromonen kann mit ihr gezeigt werden.
- Beim seltenen Capgras-Syndrom glauben die Patienten, ihnen nahestehende Personen seien durch Doppelgänger ersetzt worden. Bei Kontakt mit diesen Personen bleibt, wie bei Fremden, eine emotionale Reaktion aus, was sich objektiv dadurch feststellen lässt, dass sich ihre elektrodermale Aktivität nicht ändert.